# Colombo (Mondkrater)
Colombo ist ein Einschlagkrater auf der Mondvorderseite westlich des Mare Fecunditatis, südlich des Kraters Goclenius und nordwestlich von Cook.
Der Kraterrand ist erodiert und nach innen terrassiert. Das Innere ist, vor allem im Nordwesten, eben und im Zentrum befinden sich mehrere Gipfel, die Reste eines weitgehend überfluteten Zentralberges sind.
| Buchstabe | Position           | Durchmesser | Link |
| --------- | ------------------ | ----------- | ---- |
| A         | 14,18° S, 44,44° O | 41 km       |      |
| B         | 16,44° S, 45,15° O | 13 km       |      |
| E         | 15,82° S, 42,34° O | 13 km       |      |
| G         | 14,04° S, 43,44° O | 9 km        |      |
| H         | 17,47° S, 44,11° O | 14 km       |      |
| J         | 14,33° S, 43,59° O | 6 km        |      |
| K         | 15,85° S, 46,4° O  | 5 km        |      |
| M         | 14,66° S, 47,77° O | 16 km       |      |
| P         | 15,14° S, 47,87° O | 6 km        |      |
| T         | 18,94° S, 45,42° O | 9 km        |      |

Der Krater wurde 1935 von der IAU nach dem Entdecker Amerikas Christoph Kolumbus offiziell benannt.